# Access Industries
Access Industries, Inc. è una multinazionale industriale statunitense  con sede principale a New York e sedi anche a Londra e Mosca. Fondata nel 1986 da Len Blavatnik, uomo d'affari britannico-americano di origine ucraina.
I settori industriali di Access riguardano principalmente  quattro aree: risorse naturali e chimiche, media e telecomunicazioni, venture capital e immobili. Il gruppo investe negli Stati Uniti, in Europa, in Israele e in Sud America.

## Storia
Nato a Odessa nel 1957 e studi all'Università statale di Mosca prima di emigrare con la famiglia negli Stati Uniti nel 1978, Len Blavatnik diventa cittadino americano nel 1984 e fonda Access Industries nel 1986 come società di investimento. Mentre gestisce l'azienda, dopo aver conseguito un diploma in computer science alla Columbia University, frequenta contemporaneamente la Harvard Business School ottenendo un MBA nel 1989.  Tra i suoi primi investimenti, Access Industries contribuisce a formare il grande produttore di alluminio SUAL nel 1996, in seguito diventato parte di UC RUSAL.  Nel 1997 Access acquisisce una partecipazione del 40% nella compagnia petrolifera russa TNK. Successivamente la metà di TNK è venduta a British Petroleum (BP) per formare TNK-BP nel 2003: l'operazione è considerata il più grande investimento estero mai effettuato in una società russa. Nel 2013 Rosneft rileva TNK-BP per 55 miliardi di dollari con Access Industries che vende la sua partecipazione e Blavatnik, diventato anche cittadino britannico nel 2010, ottiene 7 miliardi di dollari per la sua quota.
Non solo petrolio. Nel 2004 Access acquisisce una quota importante nel marchio di moda Tory Burch. Nel 2006 si aggiudica una partecipazione di quasi il 70% in Top Up TV, un servizio di pay TV nel Regno Unito che in seguito sarà ceduto a Sky nel 2013. Nel 2007 Access Industries rileva una quota di maggioranza nella società di servizi sportivi Perform Group. Nello stesso anno Access diventa proprietario di Acision, società di software focalizzata sui sistemi di messaggistica,  che sarà poi ceduta nel 2015 a Comverse.  A partire dal 2010 Access diventa proprietaria anche di società come Icon Film Distribution UK, Amedia, RGE Group e Warner Music Group (WMG)), acquisito nel luglio 2011 per 3,3 miliardi di dollari. Nel maggio 2015 lancia la sua divisione Access Entertainment e alla fine dell'anno liquida la partecipazione acquisita in Facebook prima della sua IPO in Borsa.
Nel 2016 Access Industries continua ad avere partecipazioni in società come UC RUSAL, LyondellBasell, Rocket Internet e Zalando.  Nell'aprile 2017 rileva una partecipazione in  RatPac Entertainment.

## Le quattro aree

### Risorse naturali e prodotti chimici
Access Industries ha partecipazioni in imprese nel settore petrolifero, petrolchimico, produzione di energia elettrica, alluminio e biotecnologia. Ha contribuito a formare il grande produttore di alluminio SUAL nel 1996 con una combinazione di fusioni e acquisizioni. Nel 2007 SUAL si è fusa con RUSAL e l'attività di allumina di Glencore International  per formare UC RUSAL.  RUSAL ha raccolto 2,24 miliardi di dollari in una IPO del 2010 alla Borsa di Hong Kong  e nel 2017 è stato il più grande produttore al mondo di alluminio.
Nel 2005 Access acquisisce Basell Polyolefins, un'azienda olandese specializzata in poliolefine.  Il 20 dicembre 2007 Basell rileva la società chimica di materie prime Lyondell per circa 20 miliardi di dollari, dando vita alla  LyondellBasell Industries che rimane coinvolta nella crisi finanziaria del 2008; nel 2010 le attività statunitensi di LyondellBasell Industries dichiarano bancarotta. Con un finanziamento ottenuto in parte da Access Industries, la società esce dalla bancarotta migliorando nel tempo la sua situazione finanziaria fino ad essere successivamente classificata, con un valore di 15 miliardi di dollari, come la terza più grande compagnia chimica al mondo in base alle vendite nette. Nel 2017 Access Industries possedeva circa il 18% di LyondellBasell.
Nel 2013 Access Industries diventa proprietaria di Clal Industries Ltd. (CII), un gruppo di investimento industriale israeliano.  Tra i principali investimenti della CII: Nesher Israel Cement Enterprises, Hadera Paper, Golf & Co., Clal Biotechnology e il gruppo logistico Taavura. Sempre nel 2013 Access acquisisce interesse significativo in EP Energy, un produttore nordamericano di petrolio e gas naturale con un portafoglio di giacimenti negli Stati Uniti e in Brasile. Il 18 agosto 2017 Access Industries e un consorzio di investitori rilevano la società energetica Calpine Corporation per 5,6 miliardi di dollari.

### Media e telecomunicazioni
Access Industries ha in portafoglio numerose società nei settori dei media e delle telecomunicazioni. Controlla in Scandinavia Ice Group, una società di internet e telecomunicazioni. Possiede in Israele un terzo di RGE Group Ltd., un gruppo di media privati con attività che includono Canale 10, Noga Communications e Sports Channel. Access Industries detiene anche una quota di maggioranza in Amedia, uno studio cinematografico e televisivo russo, noto per spettacoli come Poor Nastya.  Amedia ha ottenuto diritti esclusivi per i contenuti HBO in anteprima in Russia nel luglio 2017.
Nel 2004 investe insieme ad altri in Warner Music Group (WMG), partecipando ad una IPO sul NYSE nel maggio 2005 e raggiungendo una quota del 2% prima del 2011.  In seguito ha acquisito WMG con 3,3 miliardi di dollari (320 milioni in contanti e l'assunzione di 2 miliardi di dollari di debiti WMG).
Possiede inoltre AI Film a Londra, una società di finanza cinematografica e produzione esecutiva fondata nel 2013. Nel novembre 2014 Access acquisisce una partecipazione di maggioranza in Perform Group, una società di media sportivi che Access creò nel 2007 dalla fusione di Inform e TV Premium.  Perform Group possiede il sito sportivo Sporting News e ha lanciato il servizio di video streaming sportivo DAZN nel 2016.  Nel 2017 la partecipazione di Access ha raggiunto l'85% del gruppo.
La divisione Access Entertainment di Access Industries è avviata nel maggio 2015 con l'assunzione di Danny Cohen, ex direttore della televisione della BBC, come presidente. Access detiene inoltre una partecipazione del 25% nella società televisiva Bad Wolf e collabora con BBC Worldwide, House Productions, Warner Music Group, AI Film, Armedia, RGE Group, Deezer e Perform. Nell'aprile 2017 la divisione acquisisce la partecipazione di James Packer in RatPac Entertainment.

### Tecnologia
Nel 2015 Access Industries lancia Access Technology Ventures, una società di braccio di investimento in tecnologia e di venture capital nel campo delle start up in fase di crescita. Tra le società in cui ha investito figurano, a partire dal 2017, Snapchat, Square, Yelp, Alibaba, Rocket Internet, Deezer, Gett, Spotify, Zalando, DigitalOcean.  Nell'agosto 2017 investe 100 milioni di dollari nella produzione di smartphone Essential Products.

### Immobiliare
Access possiede un portafoglio di hotel e altre proprietà commerciali e residenziali negli Stati Uniti, in Europa, in Sud America e nei Caraibi, tra cui:
- 20 East End (Manhattan, New York)
- Faena Group (Buenos Aires, Argentina e Miami Beach, Florida)
- Grand-Hôtel du Cap-Ferrat (Costa Azzurra, Francia)
- Grand Peaks (Denver, Colorado)
- MBS Media Campus (Manhattan Beach, California)
- Ocean Club, un Four Seasons Resort (Paradise Island, Bahamas)
- Sunset Tower Hotel (Los Angeles, California)